# 聖少女艦隊バージンフリート
『聖少女艦隊バージンフリート』（せいしょうじょかんたいバージンフリート）は、1998年に発売された全3話のOVA及び1999年に発売されたテレビゲーム。広井王子の企画を基に今川泰宏の協力を得て製作・発売された。

## アニメ

### ストーリー
世界戦争末期の1923年。連合軍は物量を武器に有利に戦い、最終作戦として「我が国」の横浜への上陸作戦を敢行しようとしていた。絶体絶命の危機に立たされた「我が国」は最後の切り札として、処女のみで編成されたバージンフリート隊を戦場に投入。彼女たちが使う未知の能力バージンエネルギーの威力によって連合軍は撤退。その力の前に戦意を失った連合軍は「我が国」との間に休戦条約を締結し、4年に渡る世界大戦は一応の終結を迎えた。しかし、「我が国」軍部は来るべき再戦に備え、バージンエネルギーを使える処女を育成するために「海軍中野女子分校」を設立し、全国から入学生を募ったのである。
それから15年後。花嫁修業のために海軍中野女子分校に入学した海野潮風は、ひょんなことから突出したバージンエネルギーの持ち主であることが判明し、上級生の雪見沢五月、下級生の草津月小町と共に新生バージンフリート隊のメンバー「36歌仙12官女」になるための入隊試験を受けることになってしまう。

### 登場人物
担当声優は「#キャスト」を参照。

#### 海軍中野女子分校
海野 潮風（うみの しおかぜ）
16歳（ゲーム版では17歳）。徳島県出身。中野女子分校二等生。幼い頃に両親を亡くし、遠縁の咲坂家で育てられた。舞と婚約しており、「中野女子分校を卒業したら舞と結婚すること」という両親の遺言に従い中野女子分校に入学する。
「とりあえず卒業出来れば良い」と考えているため成績は常に最下位であり、特に実技授業は毎回サボり一度も受けたことがない。しかし、生徒の中では突出したバージンエネルギーの持ち主であり、能力を使った所を英麻呂に見られたことがきっかけでバージンフリート隊の入隊試験を受けることになる。試験に合格後はバージンフリート隊に体験入隊する。
ニコラとの戦闘で五月が戦死した（後に生存していたことが判明する）ことにショックを受け入隊を取り止めようとするが、五月の言葉を思い出して横浜に迫る爆撃王を撃退し、正式にバージンフリート隊に入隊する。
雪見沢 五月（ゆきみさわ さつき）
18歳。青森県出身。中野女子分校一等生で同校の生徒会長。成績優秀な優等生で下級生たちから慕われている。婚約者のいる潮風にヤキモチを焼いており、事あるごとに潮風に突っかかってくる。花嫁修業のために入学した潮風とは違い「両親や大切な人を守るため」に入学し、潮風と共にバージンフリート隊に体験入隊する。
年末に実家に帰省する途中でニコラと潮風の空戦を目撃し勢いに任せて空戦に参加する。ニコラ機の体当たり攻撃を受け戦死したと思われたが、機体が爆発する直前に脱出し「北の大国」の漁師に助けられるも、戦闘時の怪我が原因で3ヶ月間意識不明だった。
草津月 小町（くさつづき こまち）
16歳。滋賀県出身。中野女子分校三等生。五月を慕っており一緒になって潮風に突っかかってくるが、バージンフリート隊の入隊試験では五月を出し抜いて合格しようとするなどズル賢い性格をしている。潮風と共にバージンフリート隊に体験入隊する。
爆撃王襲来の際には逃げようとしたが、涼暮に無理やりバージンフリート隊の作戦行動に引っ張り出されてしまい、爆撃王撃墜に向かう。

#### 海軍参謀庁
広瀬 英麻呂（ひろせ ひでまろ）
海軍中将。海軍参謀副長官。前大戦時は少佐でバージンフリート隊の隊員だった。中野女子分校の創設者であり、バージンフリート隊の再結成を目指している。バージンフリート隊の唯一の生き残りでもあり、死んでいった仲間に対して後ろめたい気持ちを抱えている。
休戦状況会議や世界休戦条約改定会議では、海軍の全権代表として出席している。
達田川（たつたがわ）
海軍中将。第三機動艦隊司令長官。バージンフリート隊再結成に伴う艦隊再編によって自分の艦隊が解体されてしまい、艦隊を復活させるのに邪魔なバージンフリート隊を廃止に追い込もうとしている。そのため、広瀬母娘とは対立関係にある。
「女を守るのが男の役目」という古風な考えを持っており、バージンフリート隊に反対しているのも「無闇に女を戦場に出すべきではない」という想いからでもある。
ゲーム版ではバカンス目的でリオン公国を訪れ、バージンフリート隊と戦略王の一件に巻き込まれてしまう。戦略王に捕まり人質となるが、バージンフリート隊（シナリオによっては若本）に救出される。
若本（わかもと）
海軍少佐。第三機動艦隊若本戦闘機隊の隊長。前大戦では数々の武勲を重ね「撃墜王」と呼ばれていた。
達田川と共にバージンフリート隊を廃止に追い込もうと躍起になっているが、詰めが甘く肝心な所でいつも失敗してしまう。爆撃王襲来時には体当たり攻撃を敢行して爆砕するが、かろうじて脱出に成功する。
ゲーム版では達田川と共にリオン公国にバカンスに訪れる。シナリオによっては戦略王に捕まったり、バージンフリート隊に協力したりする。
小野寺（おのでら）
海軍大将。海軍参謀長官。バージンエネルギーに期待を寄せており、英麻呂の提案を受け入れバージンフリート隊の再結成を認める。

#### バージンフリート隊
広瀬 光華（ひろせ こうか）
海軍中佐。英麻呂の娘でバージンフリート隊司令兼中野女子分校校長。達田川とは対立関係にあるが、彼の真意を知ってからは一部その認識を改める。爆撃王襲来時には独断で出撃し、旗艦主砲で爆撃王を攻撃する。
司令でありながらバージンエネルギーを使えないことに、内心じくじたる思いを抱えている。
壬生ノ 涼暮（みぶの すずくれ）
25歳。兵庫県出身。バージンフリート隊「36歌仙12官女」の一人。舞曰く「恐い職業の人」。若くして涼暮一家を立ち上げ、その筋からは「八尾の涼暮」と呼ばれている。
咲坂家の離れを間借りしているが、いつも家賃を滞納している。毎日喧嘩に明け暮れているが仁義には篤く、大晦日の咲坂家の大掃除を手伝ったり、潮風と舞の結婚披露宴の手伝いをしたりしている。
藤原 初見（ふじわら はつみ）
25歳。神奈川県出身。バージンフリート隊「36歌仙12官女」の一人。婦警をしており、銃火器の扱いに長けている。涼暮とは小学校以来の親友。
春惜 伊勢（はるおしみ いせ）
18歳。三重県出身。バージンフリート隊「36歌仙12官女」の一人。看護婦をしている。治療や手術に異常に執着しており、誰彼構わず注射をしようとする。

#### 咲坂家
咲坂 舞（さきさか まう）
潮風の許婚。潮風が退学にならないように色々と協力している。五月の死にショックを受けた潮風を立ち直らせるために、潮風との結婚を前倒しして執り行いバージンフリート隊から脱隊させようとする。
咲坂 茉莉（さきさか まつり）
舞の母。夫とは死別している。新聞記者をしており、主に軍関係の取材を担当しているため広瀬母娘や達田川とは顔見知りである。

#### ご近所の人々
ディーゼルの貞（ディーゼルのさだ）
涼暮の子分。涼暮と一緒に咲坂家の離れで暮らしている。小柄な体格をしているが喧嘩には強い。
シルクハット親分
その名前の通り、いつもシルクハットを被っている。一家の親分であり、縄張りを巡って涼暮一家とよく喧嘩をしている。
潮風と舞の結婚披露宴にも呼ばれており、咲坂家とも交流はある様子。
鈴木夫妻（すずき）
咲坂家の近所に住んでいる若い夫婦。潮風にとっての理想の夫婦。たかゆきという子供がいる。

#### その他
ニコラ・パブリオ
同盟国軍少佐。前大戦での活躍により「最速王」と呼ばれており、若本を速度競争で破るほどの実力を持つ。
自国の二重スパイをあぶり出すために来訪するが、実は彼女自身が二重スパイであり、来訪の真の目的はバージンエネルギーを使える処女を拉致することであった。
潮風を拉致して「北の大国」に向かうが、五月に邪魔され潮風に逃げられてしまう。五月と刺し違えようと体当たり攻撃を敢行し死亡する。
爆撃王（ばくげきおう）
「北の大国」の軍人。前大戦中、最後まで「我が国」への爆撃を諦めようとしなかった。退役を間近に某国の巨大爆撃機を強奪し、再び横浜への爆撃を敢行する。
爆撃寸前に小型機で脱出を図るが、光華の放った旗艦主砲の攻撃によって撃墜され死亡する。

### スタッフ
- 原作 - 広井王子、今川泰宏
- 総指揮 - 広井王子
- 監督 - 細田雅弘
- 構成 - 今川泰宏
- キャラクターデザイン・総作画監督 - 北爪宏幸
- メカデザイン - そうま竜也、真崎隆春、棚沢隆、紺野直幸（#3のみ）
- 美術設定 - 佐藤正浩
- 視覚効果デザイン - 橋本敬史
- 美術監督 - 脇威志
- 色彩設計 - 野口稔、伊藤由紀子（#3のみ）
- 撮影監督 - 佐藤均（#1・#2）
- 音楽 - 伊藤真澄
- 音響監督 - 三間雅文
- プロデューサー - 塚本吉朗、小林正樹、井上博明、隈部昌一
- スーパーバイザー - Dr.POCHI
- 制作協力 - レッド・エンタテインメント、オフィス蒼（#1・#2）、プラム（#3）
- 制作 - AIC
- 製作 - ビームエンタテインメント

### キャスト
| - 海野潮風 - 島本須美 - 咲坂舞 - 岡野浩介 - 雪見沢五月 - 雪乃五月 - 草津月小町 - 西村ちなみ - 壬生ノ涼暮 - 小宮和枝 - 藤原初見 - 横尾まり - 春惜伊勢 - 國府田マリ子 - 広瀬英麻呂 - 高島雅羅 - 広瀬光華 - 小山茉美 - 達田川長官 - 仁内建之 - 若本少佐 - 若本規夫 | - 咲坂茉莉 - さとうあい - ニコラ・パブリオ - 沢海陽子 - ディーゼルの貞 - 山口勝平 - 小野寺、シルクハット親分 - 中嶋聡彦 - 鈴木（妻）、同級生A - 永吉由佳 - 鈴木（夫）、大使館員A、ニュースアナ - 泉尚摯 - 同級生B - 吉田愛理 - 同級生C - 宮城満希子 - 副官 - 長嶝高士 - 情報士官 - 小西克幸 - 記者 - 坂本正吾 - 子分、大使館員B、放送 - 田中伸幸 |

### 主題歌
オープニングテーマ「あいつ」
作詞 - 広井王子 / 作曲 - 田辺智沙 / 編曲 - 伊藤真澄 / 歌 - 島本須美
エンディングテーマ「行け!バージンフリート」
作詞 - 広井王子 / 作曲 - 千沢仁 / 編曲 - 伊藤真澄 / 歌 - 島本須美、雪乃五月、西村ちなみ

### 各話リスト
| 話数       | サブタイトル | 脚本     | 絵コンテ | 演出     | 作画監督          | メカ作画監督    |
| ---------- | ------------ | -------- | -------- | -------- | ----------------- | --------------- |
| 第一号作戦 | 初体験       | 今川泰宏 | 細田雅弘 | 細田雅弘 | -                 | 竹内昭          |
| 第二号作戦 | 五月の雪     | 今川泰宏 | 高橋滋春 | 高橋滋春 | 小山和弘          | 岡田正和 丸英男 |
| 第三号作戦 | 初夜桜       | 今川泰宏 | 井硲清高 | 山口美浩 | 紺野直幸 小山和弘 | -               |

## ゲーム
PlayStation用ソフトとして1999年7月1日にコナミより発売された。ストーリーとしてはアニメ版の続編となっている。

### ストーリー（ゲーム）
海野潮風たちがバージンフリート隊に正式に入隊してから初めての任務が与えられた。南洋の島国リオン公国にて行われる世界休戦条約改定会議を妨害しようと企む戦略王一味の壊滅作戦である。
リオン公国に潜入したバージンフリート隊は、嵐の中で巨大な大砲を運び込む謎の一団を目撃する。それが戦略王に繋がる手掛かりだと判断した彼女たちは早速調査を始めるが、いきなり少女たちの攻撃を受ける。更に、街中では怪しい男たちの一団にも襲われてしまう。バージンフリート隊はこれらの一団を相手にしながら、戦略王の野望を阻止するために戦う。

### 登場人物（ゲーム）
アニメ版と重複する人物は記載せず、ゲーム版からの登場人物のみ記載。担当声優は「#キャスト（ゲーム)」を参照。

#### バージンフリート隊（ゲーム）
梅見 赤人（うめみ あかひと）
18歳。愛知県名古屋市出身。バージンフリート隊「36歌仙12官女」の一人で忍者をしている。
ボーイッシュで明るい性格をしており、バージンフリート隊のムードメーカー的な存在である。生真面目な初見とは意見が合わないことが多い。
アニメ版第3話にも1カットのみ登場している（セリフはない）。
三冬 人麿（みふゆ ひとまろ）
19歳。富山県出身。バージンフリート隊「36歌仙12官女」の一人で医者をしている。
滅多に怒らないが一度怒らすと手に負えない。「人麿」と名前で呼ばれることを嫌がっている。
アニメ版第3話にも1カットのみ登場している（セリフはない）。
花残 一輪（はなのこり いちりん）
10歳。愛媛県出身。バージンフリート隊「36歌仙12官女」の一人でサーカス芸人をしている。
好奇心旺盛で何にでも興味を持つ元気な子だが、子供扱いされると不機嫌になる。
アニメ版第3話にも1カットのみ登場している（セリフはない）。
女郎花 文月（おみなえし ふみつき）
19歳。長野県軽井沢出身。バージンフリート隊「36歌仙12官女」の一人で薬剤師をしている。
メガネを掛けている間は女王様気質の高飛車な性格だが、メガネを外すと人格が一変し途端にしおらしくなる。
アニメ版第3話にも1カットのみ登場している（セリフはない）。
柿本 時雨（かきもと しぐれ）
16歳。北海道富良野市出身。バージンフリート隊「36歌仙12官女」の一人で機関員をしている。中野女子分校三等生で、小町とは同級生。
気が弱く恥ずかしがりな性格をしており、思っていることが顔に出てしまう。サイコメトラーであり、機械と会話が出来る。機関員をしている男性に想いを寄せている。
劇中では「かきのもと しぐれ」と発音されることが多い。アニメ版第3話にも1カットのみ登場している（セリフはない）。
露小森 順（つゆこもり じゅん）
15歳。京都府出身。バージンフリート隊「36歌仙12官女」の一人で役者をしている。
舞台ではどんな役柄もこなす才能を持っているが、普段は常に無表情で滅多に感情を表に出さない。内心ではもっと感情豊かに振る舞いたいと思っているが、中々それを出来ずにいる。
アニメ版第3話にも1カットのみ登場している（セリフはない）。
大伴ノ 木染（おおともの きそめ）
19歳。秋田県出身。バージンフリート隊「36歌仙12官女」の一人。
天然でマイペースな性格をしており、他人との会話が噛み合わないことが多い。
アニメ版第3話にも1カットのみ登場している（セリフはない）。

#### 戦略王一味
戦略王（せんりゃくおう）
国籍不明、本名不詳の軍人。どこの国にも所属しないフリーの戦略家（傭兵）であり、「戦略王を味方にすれば勝利は確実」と称される程の才能を持つ。
前大戦時は連合軍に雇われ横浜上陸作戦を指揮していたが、バージンフリート隊の活躍によって生涯初となる敗北を喫する。戦後は連合軍によって逮捕・投獄され獄死したとされるが、実際は脱獄しており、再び戦争を起こすため暗躍していた。ニコラ・パブリオや爆撃王の一件も戦略王の差し金である。
ハネムーンキラーズを使って条約会議会場を吹き飛ばそうと画策するが、バージンフリート隊に阻まれ失敗。最期はバージンフリート隊の砲撃を受け、基地ごと消滅する。
白兵王（はくへいおう）
戦略王の部下で、部隊の指揮を執っている。忍者の衣装を身に付けており、白兵戦ではバージンフリート隊を圧倒する。
北斗七星島の洞窟でバージンフリート隊と戦っている際に、地下組織に洞窟を爆破され海に投げ出される。かろうじて生き延びて再びバージンフリート隊を襲うが、光華によって止めを刺される。シナリオによっては、そのまま力尽きて死亡する。
開発王（かいはつおう）
戦略王の部下で、ハネムーンキラーズの開発を担当した。科学者としては優秀だがネーミングセンスが非情に悪い。自分の発明品をバカにされると激怒する。
最期はチャーフィーに射殺される。
青年軍人
戦略王の部下。正体は戦略王の変装であり、エピローグで潜水艦に乗ってリオン公国を脱出する。
シャウシェン
リオン公国の新聞記者でチャーフィーの婚約者。戦略王に拉致され洗脳を受け、ブラックバージンフリートの一員としてバージンフリート隊の前に立ちふさがる。
バージンエネルギーの持ち主であり、ハネムーンキラーズの発射エネルギーとして利用されるが、バージンフリート隊と引き換えに助け出される。

#### 地下組織
チャーフィー
地下組織のメンバーでシャウシェンの婚約者。戦略王に連れ去られたシャウシェンを助けようとバージンフリート隊に協力する。両親を戦略王に殺されている。
終盤、戦略王に撃たれ致命傷を負うが、シャウシェンのバージンエネルギーによって命を取り留める。
老人
地下組織のリーダー。前大戦時に仲間を戦略王に殺され、それ以来戦略王を憎んでいる。戦略王を倒すためにバージンフリート隊に協する。
ハック
地下組織のメンバーである少年。

#### その他（ゲーム）
ガウロン
リオン警察の警部。検挙率トップの実績を持ち「リオン公国一の敏腕警部」を自称しているが、相手の話を全く聞かず一方的に犯人扱いするため、同僚からは「やり方が強引」と言われている。また、取り調べにかこつけてバージンフリート隊員に対しワイセツ行為に及ぼうとするなど、問題行動も見られる。
ジョセフィン
流しの歌手で、バー「クワイ・ア・ホテル」の歌姫。飲食店でお金が足りずに困っていたバージンフリート隊の代金を立て替えた。
正体は光華の変装であり、バージンフリート隊を影ながらサポートしていた。

### スタッフ（ゲーム）
- 原作 - 広井王子、今川泰宏
- 総指揮 - 広井王子
- 構成 - 今川泰宏
- キャラクターデザイン - 北爪宏幸
- チーフプログラム、メインプログラム、戦闘プログラム - 西野裕
- プログラムデザイナー - 萩野俊昭
- ブリーフィングプログラム - 石川明
- ミニゲームプログラム - 高橋宏明
- メニュープログラム - 川又善典
- 3Dメカデザイン、3Dムービー - 栃木康志
- 3Dキャラクター - 熊谷直樹
- 音楽 - 古澤利久、田辺裕詞
- プロデューサー - 下村聡、小林正樹
- ディレクター - 杉本則之
- アニメーション演出 - 栗中重紀
- アニメムービー - AIC
- 制作協力 - レッドカンパニー、AIC
- 制作 - KCEJ

### キャスト（ゲーム）
| - 海野潮風、シャウシェン - 島本須美 - 雪見沢五月 - 雪乃五月 - 草津月小町 - 西村ちなみ - 壬生ノ涼暮 - 小宮和枝 - 藤原初見 - 横尾まり - 春惜伊勢 - 國府田マリ子 - 梅見赤人 - 野田順子 - 三冬人麿 - 根橋美絵子 - 花残一輪 - 前田千亜紀 - 女郎花文月 - 萩森侚子 - 柿本時雨 - 小松里賀 - 露小森順 - 柊美冬 | - 広瀬英麻呂 - 高島雅羅 - 広瀬光華（ナレーションも兼任） - 小山茉美 - 達田川長官 - 仁内建之 - 若本少佐 - 若本規夫 - チャーフィー - 野島健児 - ハック - 大本眞基子 - 地下組織の老人 - 佐藤正治 - 戦略王 - 掛川裕彦 - 白兵王 - 高塚正也 - 開発王 - 麻生智久 - ガウロン警部 - 稲田徹 |

## 用語
バージンフリート隊
世界大戦末期、バージンエネルギーを使える未婚の処女のみで編成された海軍の特殊部隊。連合軍による横浜上陸作戦の際に戦場に初投入され、一度の攻撃で連合軍を撤退させ休戦を実現させる。バージンフリート隊の隊員は横浜上陸作戦で全滅してしまうが、唯一の生き残りである広瀬英麻呂の提唱により再結成される。
バージンフリート隊の隊員は「36歌仙12官女」の別名で呼ばれることが多い。
バージンエネルギー
未婚の処女のみが使える特殊能力。天然自然に内在するエネルギーを凝縮して発動させる。外国では「魔法」「錬金術」として廃れた能力のため、バージンエネルギーを使えるのは「我が国」の女性のみである。
海軍中野女子分校
バージンエネルギーを使える処女を育成するために、広瀬英麻呂の主導で横浜に設立された海軍士官学校の分校。バージンエネルギーを引き出すための特殊訓練の他に飛行訓練も行われる。バージンエネルギーの素質が見られる生徒はバージンフリート隊の入隊試験を受けることになる。
在籍している生徒のほとんどは「卒業したら正真正銘の処女と認められる（＝"貞操を守る女性"として結婚に有利になる）」という理由で入学しており、周囲からは花嫁学校と認識されている。
「我が国」
潮風たちが暮らす国。ゲーム版では「日本国」と呼称されているが、アニメ版では一貫して「我が国」と呼称される。国旗のデザインは日の丸と微妙に異なる。
第三機動艦隊
海軍中部方面軍に所属する艦隊。司令長官は達田川中将。
若本曰く「海軍最強の艦隊」らしいが、バージンフリート隊再結成に伴う艦隊再編では存続候補に選ばれず解体されてしまう。
世界大戦（前大戦）
1919年から1923年に行われた戦争。圧倒的な物量を誇る連合軍によって「我が国」が破れかけたが、バージンフリート隊の活躍によって辛うじて休戦にこぎ着けた。
休戦安定時代
アニメ版・ゲーム版では単に「休戦時代」と呼称される。休戦条約の締結によって訪れた平和な時代の通称。なお、締結されたのはあくまで「休戦条約」であり、戦争の終結を意味する「平和条約」は締結されていない。そのため各国は戦闘態勢を解除していないが、「我が国」の市民は既に戦争は終結したものと解釈している。
世界休戦条約改定会議
休戦条約締結より15年後に行われる国際会議。休戦条約の不備な点を修正して恒久的な平和を実現させることを目的としている。
リオン公国
世界休戦条約改定会議が行われる中立国。南洋に位置する島国で、果物が特産の観光立国。世界有数のリゾート地として有名で、毎年多くの観光客が訪れる。
北斗七星島
リオン本島と北極星島の間に位置する島。前大戦時に戦略王によって島民が皆殺しにされたため、無人島になっている。現在は戦略王一味のアジトがある。
北極星島
北斗七星島の北に位置する島。北斗七星島との通行手段は桟橋で繋がっているが、前大戦時に地下組織が掘った地下洞窟も存在する。前大戦時に放棄された天文台があり、ハネムーンキラーズの発射台が設置されている。
地下組織
前大戦時に結成されたリオン公国の組織。実態としては自警団であるため、リオン公国の歴史書にも記録が残されている。
最盛期には300人程が参加していたが戦略王に虐殺されたため、生き残りは20人程しかいない。現在は青年団と協力して、戦略王に連れ去られた少女たちを探している。
ファーストコンタクトの印象から、バージンフリート隊からは敵対組織と勘違いされていた。
ブラックバージンフリート
リオン公国の少女たちを洗脳して作った戦略王の部隊。ハネムーンキラーズの発射に必要なバージンエネルギーを人工的に作り出すことが目的だったが、身体能力が上がったのみで、バージンエネルギーを使えるようにはならなかった。
ハネムーンキラーズ
開発王が造った巨大な大砲。条約会議会場を北斗七星島ごと吹き飛ばすことを目的として造られた。バージンエネルギーを砲弾として発射する。
どんなとこでも嵐にしちゃうよ装置
ハネムーンキラーズの運搬をカムフラージュするために開発王が造った装置。名前の通り、どんな場所にでも人工的に嵐を発生させることが出来る。

## 備考
DVDには「OVA版第一期」との表現があり、また、ブックレットでは広井王子が続編の製作を匂わせるコメントをしているが、続編の製作には至っていない。なおこの作品は全6巻のリリースの予定だった。